# Silvia Tortosa
Silvia Eulalia Tortosa López (Barcellona, 8 marzo 1947 – Barcellona, 23 marzo 2024) è stata un'attrice spagnola.

## Filmografia parziale

### Cinema
- Occhio per occhio, dente per dente, regia di Miguel Iglesias (1967)
- Pánico en el Transiberiano, regia di Eugenio Martín (1972)
- L'abbraccio mortale di Lorelei (Las garras de Lorelei), regia di Amando de Ossorio (1973)
- Una partita a tre (La chica del Molino Rojo), regia di Eugenio Martín (1973)
- Asignatura pendiente, regia di José Luis Garci (1977)
- El huerto del Francés, regia di Paul Naschy (1978)
- Tobi, regia di Antonio Mercero (1978)
- Fratello dello spazio, regia di Mario Gariazzo (1988)
- La bahía esmeralda, regia di Jesús Franco (1990)
- Presentimientos, regia di Santiago Tabernero (2013)

### Televisione
- Novela - serie TV, 85 episodi (1968-1978)
- Estudio 1 - serie TV, 7 episodi (1968-1982)
- Onassis: l'uomo più ricco del mondo (Onassis: The Richest Man in the World) - film TV (1988)
- Vecinos - serie TV, 20 episodi (1994)
- Yo, una mujer - serie TV, 13 episodi (1996-1997)
- Luna negra - serie TV, 27 episodi (2003)
- La dársena de poniente - serie TV, 17 episodi (2006-2007)
- Stevie - film TV (2008)
- Ciega a citas - serie TV, 10 episodi (2014)
- Centro médico - serie TV, 5 episodi (2016-2017)